# Jukka Piekkanen
Jukka Tapani Piekkanen (Helsinki, 22 novembre 1975) è un tuffatore finlandese, vincitore di una medaglia di bronzo ai campionati europei di nuoto di Istanbul 1999 nel trampolino 3 metri.
Ha rappresentato la Finlandia ai Giochi olimpici estivi di Sydney 2000 e Atene 2004 nel concorso dei tuffi dal trampolino 3 metri, concludendo rispettivamente al ventesimo e ventiquattresimo posto in classifica.

## Palamarès
- Campionati europei di nuoto

Istanbul 1999: bronzo nel trampolino 3 metri